# Caio Junqueira
Caio de Lima Torres Junqueira (Rio de Janeiro, 15 de novembro de 1976 – Rio de Janeiro, 23 de janeiro de 2019) foi um ator brasileiro. Era filho do também ator Fábio Junqueira, falecido em 2008, e irmão do ator Jonas Torres. Ganhou destaque nacional em 2007, quando interpretou o Aspirante Neto Gouveia, o aspira 06, do sucesso Tropa de Elite. Também atuou no remake de A Escrava Isaura, exibida na  RecordTV, em 2004, como o abolicionista Geraldo. Em 2010, interpretou seu primeiro protagonista, o detetive Joca, na telenovela Ribeirão do Tempo.

## Biografia
Em 1985, aos oito anos de idade, Caio estreava na TV Manchete ao lado de grandes nomes como Diogo Vilela, Guilherme Osty e Zezé Polessa no programa humorístico Tamanho Família. Logo, foi para a Rede Globo, para participar, ao lado do meio-irmão Jonas Torres, da série Armação Ilimitada. Desde então, formou um extenso currículo na TV, nos palcos e, sobretudo, no cinema. Também na Globo, fez Desejo (minissérie), Barriga de Aluguel, A Viagem, Engraçadinha: Seus Amores e Seus Pecados, Malhação, Hilda Furacão, Chiquinha Gonzaga, Aquarela do Brasil, Um Anjo Caiu do Céu, O Quinto dos Infernos, O Clone e Um Só Coração. Participou também de episódios em seriados como A Vida Como Ela É, Brava Gente, Você Decide e Sexo Frágil. Em 2004, ganhou destaque ao integrar o remake da novela A Escrava Isaura, na qual interpretou o abolicionista Geraldo, melhor amigo do protagonista e que tentava salvar das visões racistas a mimada Malvina.
Participou de cerca de dez curtas-metragens e 15 longas, que incluem, entre outros, Viva Sapato! Zuzu Angel, Abril Despedaçado, Quase Nada, For All - O Trampolim da Vitória; e os indicados ao Oscar Central do Brasil (1998) e O Que É Isso, Companheiro? (1997). Recebeu o prêmio de ator revelação no Festival de Gramado de 1997, pelo filme Buena Sorte (1996). 
O trabalho de maior projeção foi no filme Tropa de Elite, lançado em 2007, no qual interpretou o Aspirante-a-Oficial Neto Gouveia, ou aspira 06, – um dos personagens centrais da trama. Após Tropa de Elite, que criou grande polêmica e frequentou a mídia mesmo antes de sua estreia, Caio volta à TV com uma participação especial na novela Paraíso Tropical ; depois fez o personagem principal do programa Linha Direta Justiça, Cabo Anselmo. Em seguida foi escalado para a novela Desejo Proibido, na qual viveu o engenheiro Gaspar.
Em 2008, subiu aos palcos, ao lado de Wagner Moura e grande elenco, vivendo Horácio, em nova montagem da peça Hamlet, de William Shakespeare, dirigida por Aderbal Freire Filho. Também em 2008, iniciou as gravações da série de TV A Lei e o Crime, que foi ao ar no primeiro semestre de 2009, na qual interpretou o policial corrupto Romero.
Em 2010, na Rede Record, interpretou o atrapalhado Joca, protagonista de Ribeirão do Tempo, considerado por Caio seu principal papel na TV. Na mesma emissora, participou de duas produções bíblicas: a série José do Egito (2013), como Simeon, um dos filhos de Jacó, e Milagres de Jesus (2014), como apóstolo Pedro. 
Em 2015, participou da 1ª temporada de 1 Contra Todos, de Breno Silveira, no papel do policial Jonas.  Em 2018, fez uma pequena participação na série da Netflix O Mecanismo, no papel de Ricky.

## Vida pessoal
Era filho do ator Fábio Junqueira, neto do aviador brasileiro Alberto Martins Torres e bisneto do escritor alagoano Jorge de Lima.
Morte
Em 16 de janeiro de 2019, sofreu um grave acidente de carro no Aterro do Flamengo e foi levado ao Hospital Municipal Miguel Couto em estado grave. Morreu uma semana depois, na madrugada de 23 de janeiro, aos 42 anos de idade. Foi sepultado no Cemitério de São João Batista no Rio. Não deixou filhos.

## Filmografia

### Televisão
| Ano     | Título                    | Personagens                      | Notas                                   | Emissora      |
| ------- | ------------------------- | -------------------------------- | --------------------------------------- | ------------- |
| 1985–86 | Tamanho Família           | Apinajé                          |                                         | Rede Manchete |
| 1986    | Armação Ilimitada         | Nico                             |                                         | Rede Globo    |
| 1988    | Grupo Escolacho           | Antônimo Hermínio                | Especial de Fim de Ano                  | Rede Globo    |
| 1990    | Desejo                    | Quidinho (criança)               | Episódio: "27 de maio"                  | Rede Globo    |
| 1990    | Barriga de Aluguel        | Tiago Paranhos (Tatau)           |                                         | Rede Globo    |
| 1992    | Você Decide               | Lucas                            | Episódio: "Segredo de Família"          | Rede Globo    |
| 1994    | Confissões de Adolescente | José Roberto (Kill)              | Episódio: "Liberdade tem Limite"        | TV Cultura    |
| 1994    | A Viagem                  | Pedro Bala                       |                                         | Rede Globo    |
| 1995    | Engraçadinha              | Leleco                           |                                         | Rede Globo    |
| 1995    | Você Decide               | Heitor                           | Episódio: "O Pátrio Poder"              | Rede Globo    |
| 1996    | Você Decide               | Tico                             | Episódio: "Testemunha de Acusação"      | Rede Globo    |
| 1996    | Você Decide               | Wallace                          | Episódio: "O Filho da Mãe"              | Rede Globo    |
| 1996    | A Vida como Ela É...      | Eusébio                          | Episódio: "O Delicado"                  | Rede Globo    |
| 1997    | Malhação                  | Flávio                           | Participação: Temporada 3               | Rede Globo    |
| 1997    | Conto de Natal            |                                  | Especial de fim de ano                  | Rede Globo    |
| 1998    | Hilda Furacão             | Demétrio                         |                                         | Rede Globo    |
| 1998    | Malhação                  | Puruca                           | Temporada 4                             | Rede Globo    |
| 1998    | Você Decide               | Diogo                            | Episódio: "Ligeiramente Grávida"        | Rede Globo    |
| 1998    | Você Decide               | Carlinhos                        | Episódio: "A Primeira Vez de Carlinhos" | Rede Globo    |
| 1999    | Você Decide               | Mateus                           | Episódio: "O Lobisomem"                 | Rede Globo    |
| 1999    | Chiquinha Gonzaga         | João Gualberto Gonzaga do Amaral |                                         | Rede Globo    |
| 2000    | Brava Gente               | Adroaldo                         | Episódio: "Enquanto a Noite Não Chega"  | Rede Globo    |
| 2000    | Aquarela do Brasil        | Paulo                            | Episódio: "19–22 de setembro"           | Rede Globo    |
| 2001    | Um Anjo Caiu do Céu       | Adolfinho                        |                                         | Rede Globo    |
| 2002    | O Quinto dos Infernos     | Diogo                            |                                         | Rede Globo    |
| 2002    | O Clone                   | Pedro Lobato (Pedrinho)          | Episódios: "11 de julho–"               | Rede Globo    |
| 2003    | Sexo Frágil               | Ricardinha                       | Episódio: "Pra que serve um homem''     | Rede Globo    |
| 2004    | Um Só Coração             | Oswald de Andrade Filho (Nonê)   | Episódio: "6 de janeiro"                | Rede Globo    |
| 2004    | A Escrava Isaura          | Geraldo Villela                  |                                         | RecordTV      |
| 2007    | Paraíso Tropical          | Romeu                            | Episódio: "30 de abril–12 de maio"      | Rede Globo    |
| 2007    | Desejo Proibido           | Dr. Gaspar Martins               |                                         | Rede Globo    |
| 2009    | A Lei e o Crime           | Homero Dias                      |                                         | RecordTV      |
| 2010    | Ribeirão do Tempo         | João Carlos Pelago (Joca)        |                                         | RecordTV      |
| 2013    | José do Egito             | Simeão                           |                                         | RecordTV      |
| 2014    | Milagres de Jesus         | Pedro Simão                      | Episódio: "A Pesca Maravilhosa"         | RecordTV      |
| 2015    | Conselho Tutelar          | Robson                           | Temporada 2                             | RecordTV      |
| 2016    | 1 Contra Todos            | Detetive Jonas Cerqueira         | Temporada 1                             | Fox Brasil    |
| 2018    | O Mecanismo               | Henrique Villa Verde (Ricky)     | Temporada 1                             | Netflix       |

### Cinema
| Ano  | Título                                | Papel                 |
| ---- | ------------------------------------- | --------------------- |
| 1984 | Com licença, Eu vou à Luta            | Daniel                |
| 1988 | Super Xuxa contra o Baixo Astral      | menino CDF            |
| 1996 | Buena Sorte                           | Cardo                 |
| 1997 | For All - O Trampolim da Vitória      | Miguel                |
| 1997 | O Que É Isso, Companheiro?            | Julio                 |
| 1998 | Central do Brasil                     | Moisés                |
| 1998 | Rua do Amendoim (curta)               |                       |
| 1999 | Gêmeas                                |                       |
| 2000 | Quase Nada                            | Ernane                |
| 2001 | Abril Despedaçado                     | Inácio                |
| 2001 | Pedro Pintor em Auto Retrato (curta)  | Pedro Pintor          |
| 2002 | Seja o que Deus Quiser!               | Nando                 |
| 2002 | Viva Sapato!                          | Jobson                |
| 2002 | Suspiros Republicanos (curta)         | Carlos Manoel         |
| 2003 | Apolônio Brasil, o Campeão da Alegria | jovem Apolônio Brasil |
| 2004 | Relâmpago (curta)                     |                       |
| 2006 | Zuzu Angel                            | Alberto               |
| 2007 | Tropa de Elite                        | Neto Gouveia          |
| 2008 | Domingo de Páscoa (curta)             | [ 10 ]                |
| 2016 | Milagres de Jesus - O Filme           | Pedro                 |

## Teatro
- 1984 - "Dito e feito". Direção: Lúcia Coelho
- 1984 - "As you like it" de Shakespeare. Direção: Aderbal Freire-Filho;
- 1992 - "Capitães de Areia" de Jorge Amado.
- 2000 - "A rosa tatuada" de Tennesse Williams;  "Barca do Inferno" de Gil Vicente.
- 2000 - "O despertar da Primavera" de Frank Weddeking
- 2001 - "Romeu e Julieta" de Shakespeare.
- 2001 - "Os três Mosqueteiros" de Alexandre Dummas
- 2002 - "Os sete afluentes do Rio Ota". Direção: Monique Gardembergue
- 2003 - "Memorial do Convento". Direção: Adriana de Barros;  "Onde está você agora".
- 2005 - "Os Justos" de Albert Camus
- 2008 - "Hamlet" de Shakespeare. Direção: Aderbal Freire-Filho

## Prêmios e Indicações
| Ano  | Festival            | Categoria      | Nomeações   | Resultado | Ref.   |
| ---- | ------------------- | -------------- | ----------- | --------- | ------ |
| 1997 | Festival de Gramado | Ator Revelação | Buena Sorte | Venceu    | [ 11 ] |